# Adrien-Joachim-Bernard Demametz
Adrien-Joachim-Bernard Demametz né en 1753 à Dinan et mort en mai 1788 à Vanikoro est un officier de marine et navigateur français.
Formé à la Marine royale, il embarque comme second pilote sur L'Astrolabe, un des deux navires de l'expédition de La Pérouse (1er août 1785-1788), au cours de laquelle il disparaît.

## Biographie

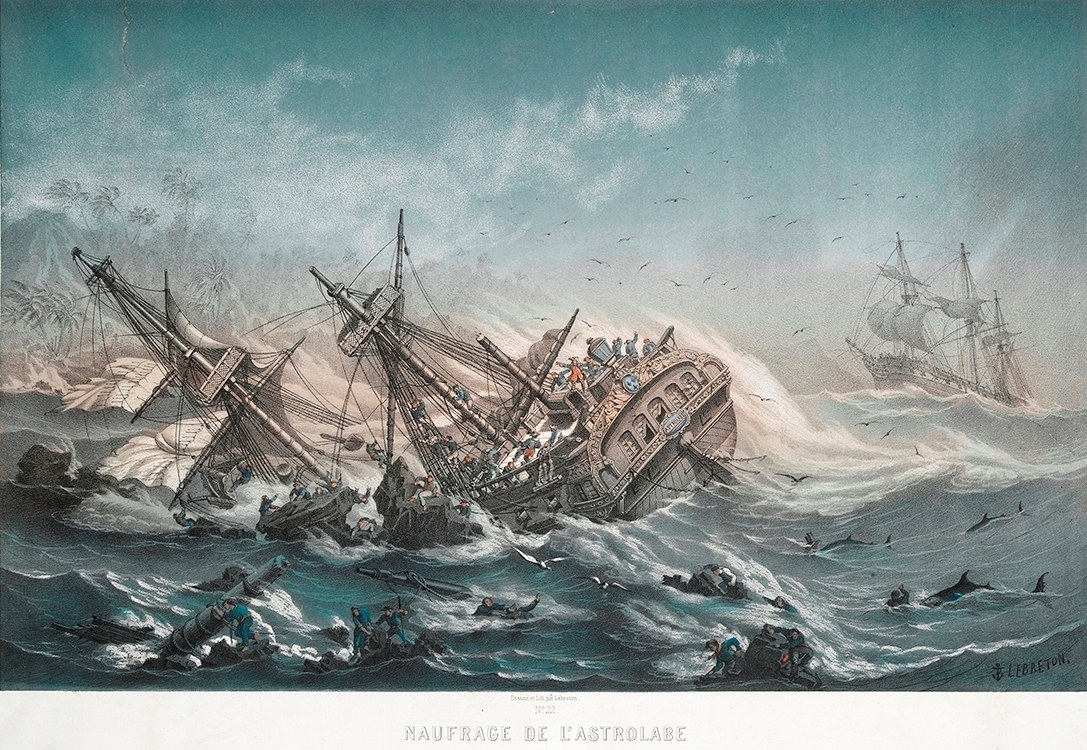
Le naufrage de la Boussole et de l'Astrolabe dans lequel disparu Adrien-Joachim-Bernard Demametz en 1788. Lithographie de Louis Le Breton.

Petit-fils d'Adrien Bernard Demametz et de Marie Marguerite Roussel son épouse, Adrien-Joachim-Bernard Demametz est le fils de Thomas Marie Demametz (Saint-Omer, 1721 - Dinan, 1804), reçu maître orfèvre à Dinan en 1748, et de Julienne Claire Tardif, épousée dans cette ville le 3 août 1748. Le couple aura sept enfants.
Engagé dans l'expédition de La Pérouse, il est second pilote sur L'Astrolabe jusqu'en 1786, date à laquelle il passe au même poste sur La Boussole. L’expédition continue vers le nord et passe entre le Japon et les côtes de Tartarie (Russie) qui avait été rarement explorées. Ils atteignent la péninsule du Kamtchaka en septembre 1787, puis après une longue traversée du Pacifique, ils arrivent aux îles Samoa où les habitants tuent 12 Français.
Début janvier 1788, ils arrivent en Australie à Botany Bay, un peu au sud de l’actuelle Sydney. Ils sont les premiers Français à fouler le sol de ce pays où se trouvaient déjà des Anglais. La Pérouse leur remet des courriers où l’on apprend que son intention était de continuer l’exploration dans le Pacifique en commençant par la Nouvelle Calédonie et qu’il devait rejoindre l’île de France en décembre 1788.
Le 10 mars 1788, La Boussole et L'Astrolabe quittent l’Australie et disparaissent en 1788 à Vanikoro dans le Pacifique, avec tous les membres de l’expédition.
À la mort de son père en 1804, Adrien-Joachim-Bernard Demametz est porté absent sur le registre de la succession.